# Pajottegem
Pajottegem est une nouvelle commune néerlandophone de Belgique située en Région flamande dans la province du Brabant flamand qui existe depuis le 1er janvier 2025. Elle est formée par la fusion des communes de Gammerages, Gooik et Hérinnes. La nouvelle commune comptera environ 25 000 habitants.

## Géographie

### Sections de la commune
| #  | Section              | Superf. (km²) | Habitants (2020) | Habitants par km² | Code INS |
| -- | -------------------- | ------------- | ---------------- | ----------------- | -------- |
| 1  | Gammerages           | 11,69         | 3.707            | 317               | 23023A   |
| 2  | Tollembeek           | 13,94         | 1.967            | 204               | 23023C   |
| 3  | Vollezele            | 9,66          | 3.162            | 227               | 23023B   |
| 4  | Gooik                | 17,13         | 4.014            | 234               | 23024A   |
| 5  | Castre               | 11,17         | 1.798            | 161               | 23024D   |
| 6  | Leerbeek             | 4,35          | 1.208            | 278               | 23024B   |
| 7  | Oetingen             | 7,56          | 2.167            | 287               | 23024C   |
| 8  | Hérinnes             | 21,84         | 4.124            | 189               | 23032A   |
| 9  | Herfelingen          | 11,25         | 1.136            | 101               | 23032B   |
| 10 | Saint-Pierre-Capelle | 11,57         | 1.439            | 124               | 23032C   |

## Démographie

### Évolution démographique de la commune fusionnée
En tenant compte des anciennes communes entraînées dans la fusion de communes de 2025, on peut dresser l'évolution suivante :
- Source : DGS - Remarque: 1831 jusqu'à 1980=recensement; depuis 1990=nombre d'habitants chaque 1er janvier[2]